# Équipe de France de football en 1998
Maillots
Cet article traite de l'année 1998 de l'Équipe de France de football.
- L'équipe de France remporte la Coupe du monde de football 1998 à domicile.
- Décevants lors de leurs matchs préparatoires, les Bleus sont entourés d'un certain scepticisme au moment d'aborder la Coupe du monde, et la contestation médiatique autour du sélectionneur national Aimé Jacquet est à son comble. Mais la France ne va pas passer à côté de son rendez-vous. Après un premier tour rondement mené, les Bleus se défont dans la douleur du Paraguay, de l'Italie et de la Croatie, avant de finir en apothéose contre le Brésil.
- Devenu héros national après avoir été tant contesté, Aimé Jacquet quitte ses fonctions de sélectionneur au soir de la finale. Il est remplacé par son adjoint Roger Lemerre, qui conduit donc l'équipe de France dans les premiers matchs des éliminatoires pour l'Euro 2000. On notera notamment en fin d'année la première victoire de l'histoire des Bleus en terre russe.

## Les matches
| Date             | Stade                                 | Adversaire      | Score           | Comp               | Buteurs français                                    |
| 28 janvier 1998  | Stade de France Saint-Denis, France   | Espagne         | V 1-0           | A                  | Zidane (20e)                                        |
| 25 février 1998  | Stade Vélodrome Marseille, France     | Norvège         | N 3-3           | A                  | Blanc (23e), Zidane (27e), Desailly (90e)           |
| 25 mars 1998     | Stade du Dynamo Moscou, Russie        | Russie          | D 0-1           | A                  | -                                                   |
| 22 avril 1998    | Råsunda Stockholm, Suède              | Suède           | N 0-0           | A                  | -                                                   |
| 27 mai 1998      | Stade Mohamed V Casablanca, Maroc     | Belgique        | V 1-0           | A                  | Zidane (63e)                                        |
| 29 mai 1998      | Stade Mohamed V Casablanca, Maroc     | Maroc           | N 2-2 (6-5 tab) | A                  | Blanc (23e), Djorkaeff (73e)                        |
| 5 juin 1998      | Olympiastadion Helsinki, Finlande     | Finlande        | V 0-1           | A                  | Trezeguet (84e)                                     |
| 12 juin 1998     | Stade Vélodrome Marseille, France     | Afrique du Sud  | V 3-0           | CM (1er tour)      | Dugarry (35e), Issa (csc 80e), Henry (90e)          |
| 18 juin 1998     | Stade de France Saint-Denis, France   | Arabie saoudite | V 4-0           | CM (1er tour)      | Henry (36e et 77e), Trezeguet (68e), Lizarazu (85e) |
| 24 juin 1998     | Stade de Gerland Lyon, France         | Danemark        | V 2-1           | CM (1er tour)      | Djorkaeff (13e), Petit (56e)                        |
| 28 juin 1998     | Stade Félix-Bollaert Lens, France     | Paraguay        | V 1-0 (beo)     | CM (1/8 de finale) | Blanc (114e)                                        |
| 3 juillet 1998   | Stade de France Saint-Denis, France   | Italie          | N 0-0 (4-3 tab) | CM (1/4 de finale) | -                                                   |
| 8 juillet 1998   | Stade de France Saint-Denis, France   | Croatie         | V 2-1           | CM (1/2 finale)    | Thuram (47e et 70e)                                 |
| 12 juillet 1998  | Stade de France Saint-Denis, France   | Brésil          | V 3-0           | CM (Finale)        | Zidane (27e et 45e+1), Petit (90e+3)                |
| 19 août 1998     | Ernst Happel Stadion Vienne, Autriche | Autriche        | N 2-2           | A                  | Laslandes (16e), Boghossian (84e)                   |
| 5 septembre 1998 | Laugardalsvöllur Reykjavik, Islande   | Islande         | N 1-1           | QCE                | Dugarry (36e)                                       |
| 10 octobre 1998  | Stade Loujniki Moscou, Russie         | Russie          | V 2-3           | QCE                | Anelka (13e), Pirès (29e), Boghossian (81e)         |
| 14 octobre 1998  | Stade de France Saint-Denis, France   | Andorre         | V 2-0           | QCE                | Candela (53e), Djorkaeff (59e)                      |

A: match amical. CM: match de la Coupe du monde 1998. QCE: match qualificatif pour l'Euro 2000

### Les joueurs
| Joueurs            |     |     |     |     |     |     |     |     |     |     |     |     |     |     |     |     |     |     |
| Gardiens de but    |     |     |     |     |     |     |     |     |     |     |     |     |     |     |     |     |     |     |
| Fabien Barthez     | 90  | 90  |     |     | 90  |     | 90  | 90  | 90  | 90  | 114 | 120 | 90  | 90  |     | 90  |     |     |
| Lionel Charbonnier |     |     |     |     |     |     |     |     |     |     |     |     |     |     |     |     |     |     |
| Lionel Letizi      |     |     | 90  |     |     |     |     |     |     |     |     |     |     |     |     |     |     |     |
| Bernard Lama       |     |     |     | 90  |     | 90  |     |     |     |     |     |     |     |     | 90  |     | 90  | 90  |
| Défenseurs         |     |     |     |     |     |     |     |     |     |     |     |     |     |     |     |     |     |     |
| Lilian Thuram      | 90  | 90  | 90  | 90  | 90  |     | 69  | 90  | 90  |     | 114 | 120 | 90  | 90  | 90  | 90  | 90  |     |
| Marcel Desailly    | 90  | 90  | 90  |     | 90  |     | 90  | 90  | 90  | 90  | 114 | 120 | 90  | 68  |     |     | 90  |     |
| Laurent Blanc      | 90  | 90  |     | 90  | 90  | 90  | 90  | 90  | 90  |     | 114 | 120 | 74  |     |     |     | 90  | 90  |
| Frank Lebœuf       | r0  |     | 90  |     |     | 90  |     |     |     | 90  |     |     | r14 | 90  | 79  | 90  |     | 90  |
| Vincent Candela    | r28 |     | r45 |     |     | 90  |     |     |     | 90  |     |     |     |     | r45 |     |     | 90  |
| Bixente Lizarazu   |     |     |     | 90  | 90  |     | 90  | 90  | 90  |     | 114 | 120 | 90  | 90  | 45  | 90  | 90  | 90  |
| Frédéric Déhu      |     |     |     |     |     |     |     |     |     |     |     |     |     |     | r45 |     |     |     |
| Alain Goma         |     |     |     |     |     |     |     |     |     |     |     |     |     |     | r11 |     |     |     |
| Milieux            |     |     |     |     |     |     |     |     |     |     |     |     |     |     |     |     |     |     |
| Youri Djorkaeff    | 90  | 90  | 90  | r45 | 45  | r27 | 90  | 82  | r32 | 90  | 114 | 120 | 76  | 75  | r45 | 90  | 54  | 83  |
| Didier Deschamps   | 62  | 90  | 45  | 68  | 90  | 45  | 90  | 90  | 90  |     | 114 | 120 | 90  | 90  | 45  | 90  | 90  | 90  |
| Alain Boghossian   | 90  | 90  | r45 |     |     | 90  |     | r18 | 90  | r26 | r43 |     |     | r33 | 90  |     | r45 | r7  |
| Zinédine Zidane    | 90  | 62  |     | 45  | 90  | 63  | 89  | 90  | 71  |     |     | 120 | 90  | 90  | 45  | 90  | 90  | 90  |
| Robert Pirès       | r28 | 90  | r17 | r45 | 62  | r13 | r1  |     | r13 | 71  | r48 |     |     |     | r25 | 90  | 90  | r21 |
| Ibrahim Ba         | 62  |     |     |     |     |     |     |     |     |     |     |     |     |     |     |     |     |     |
| Claude Makélélé    |     | r28 |     |     |     |     |     |     |     |     |     |     |     |     |     |     |     |     |
| Christian Karembeu |     |     | 62  | 90  |     | 90  | r21 |     | 90  | 90  |     | 65  | 31  | 57  | 90  | 90  |     |     |
| Sabri Lamouchi     |     |     | 73  | 90  |     |     |     |     |     |     |     |     |     |     |     |     |     |     |
| Emmanuel Petit     |     |     | 45  |     | 90  |     | 90  | 72  |     | 64  | 70  | 120 | 90  | 90  |     |     | 45  |     |
| Patrick Vieira     |     |     |     | r22 |     | r45 |     |     |     | 90  |     |     |     | r15 |     |     | r66 |     |
| Martin Djetou      |     |     |     | 90  |     |     |     |     |     |     |     |     |     |     |     |     |     |     |
| Attaquants         |     |     |     |     |     |     |     |     |     |     |     |     |     |     |     |     |     |     |
| Stéphane Guivarc'h | 74  | 62  | 90  |     | 90  |     | 75  | 26  |     | r5  | r36 | 65  | 69  | 66  |     |     |     |     |
| Bernard Diomède    | 90  | 90  | 90  |     |     | 77  | r13 |     | 58  | 90  | 77  |     |     |     |     |     |     |     |
| David Trezeguet    | r16 | r28 |     | r22 |     | r20 | r15 | r8  | r60 | 85  | 114 | r55 | r21 |     |     |     |     | 69  |
| Marc Keller        |     |     | r28 |     |     |     |     |     |     |     |     |     |     |     |     |     |     |     |
| Christophe Dugarry |     |     |     | 45  | r45 | 70  | 77  | r64 | 30  |     |     |     |     | r23 |     | 67  |     | 69  |
| Nicolas Anelka     |     |     |     | 68  |     |     |     |     |     |     |     |     |     |     |     |     | 88  | r21 |
| Thierry Henry      |     |     |     |     | r28 | 90  |     | 90  | 77  | r19 | 65  | r55 | r59 |     | 65  | r23 |     |     |
| Lilian Laslandes   |     |     |     |     |     |     |     |     |     |     |     |     |     |     | 82  | 90  |     |     |
| Tony Vairelles     |     |     |     |     |     |     |     |     |     |     |     |     |     |     | 90  |     | r2  | 90  |
| Florian Maurice    |     |     |     |     |     |     |     |     |     |     |     |     |     |     | r8  |     |     |     |

## France - Espagne
Le match de football France - Espagne du 28 janvier 1998 à Paris désigne une rencontre amicale de football opposant l'équipe de France à l'équipe d'Espagne dans le cadre de l'inauguration du stade de France par le président de la République Jacques Chirac.

### Un événement historique
Cet événement est qualifié d'historique le soir du match en direct du journal de 20 heures de France 2, ce grand stade, selon Daniel Bilalian, conférant à la France un stade digne de son football.

### Feuille de match
- France -  Espagne : 1-0 (1-0)
- 28 janvier 1998 Stade de France de Saint-Denis.
- Buts : Zidane (20e) pour la France
- Avertissements : Espagne : Alkorta (14e), Nadal (70e), Rios (87e)

### Évolution du score
- France 1-0  Espagne : Zidane (20e), après un tir de Djorkaeff repoussé sur le poteau par Zubizarreta, Zinedine Zidane reprend le ballon de l'intérieur du droit et inscrit, à la vingtième minute, le premier but de l'histoire du stade.

### Déclarations
Aimé Jacquet (entraineur de l'équipe de France) :
« Nous sommes très satisfaits. Le rendez-vous a été bien réussi. Mais ce n'est que le début d'une aventure. »
« Nous nous sommes fixés un objectif tellement immense que nous sommes conscients qu'il y a encore beaucoup à faire. Il va falloir travailler et nous bonifier dans certains domaines comme la tactique. Car dans le football moderne tout est une question de tactique. »
« Nous avons tiré les fruits de 18 mois de travail. Tout le monde ne l'a peut-être pas vu mais les matches précédents, l'an passé, servaient à préparer cette échéance, et les autres. »
« Nous ne pouvons pas aborder la Coupe du monde sans posséder plusieurs solutions de rechange. Une équipe qui ne dispose que d'une seule façon de jouer ne peut pas aller loin. »
« Je veux qu'il y ait une très grande implication et une très grande motivation de mes garçons, car le moment venu, je veux pouvoir choisir les 22 meilleurs joueurs français mais aussi du monde. »
Zinédine Zidane (France) :
« Je suis conscient d'avoir marqué un but historique ce soir au Stade de France. Ce stade est fabuleux. Nous étions tous très motivés. On avait besoin d'un match comme cela avec un public qui nous soutienne. Je crois que malgré les conditions atmosphériques très difficiles, le public a assisté à un bon match de la part des deux équipes. Mais la Coupe du monde est encore loin et nous avons encore des progrès à effectuer. »